# Saint-Yzans-de-Médoc
Saint-Yzans-de-Médoc (en occitano, Sent Dicenç, de Dicentius obispo de Saintes en el siglo VIII) es una comuna francesa, situada en el departamento de la Gironda, en la región de Aquitania en el suroeste de Francia.

## Geografía
Comuna situada en el Médoc. Produce vino de la AOC Médoc.

## Demografía
| 393 | 429 | 419 | 441 | 427 | 473 |
| Para los censos de 1962 a 1999 la población legal corresponde a la población sin duplicidades (Fuente: INSEE [Consultar]) |     |     |     |     |     |